# Xot barbut
El xot barbut  (Megascops barbarus) és una espècie d'ocell de la família dels estrígids (Strigidae). Habita boscos de pins a les muntanyes de Chiapas i Guatemala, normalment en elevacions superiors als 1.800 metres. Es creu que no realitza moviments migratoris. El seu estat de conservació es considera de risc mínim.

## Descripció
Els adults tenen una longitud de 16 a 20 cm i pesen entre 58 i 79 gr. La seva envergadura no està documentada. Les femelles són, de mitjana, més pesades que els mascles.